# ISO 3166-2:EH
ISO 3166-2:EH é o subconjunto de códigos definidos em ISO 3166-2, parte do padrão ISO 3166 publicado pela Organização Internacional para Padronização (ISO), para os nomes dos principais subdivisões da Saara Ocidental.
O Saara Ocidental, um território disputado entre o Marrocos e a República Árabe Saaráui Democrática, é oficialmente atribuído o código a EH ISO 3166-1 alfa-2. Além disso, as seguintes regiões, províncias e prefeituras de Marrocos, localizado no território do Saara Ocidental são atribuídos códigos ISO 3166-2 sob a entrada de Marrocos:
- MA-14 Guelmim-Es Smara (parcialmente no Saara Ocidental)
  - MA-ESM Es Smara (inteiramente no Saara Ocidental)
- MA-15 Laâyoune-Boujdour-Sakia el Hamra (parcialmente no Saara Ocidental)
  - MA-BOD Boujdour (inteiramente no Saara Ocidental)
  - MA-LAA Laâyoune (parcialmente no Saara Ocidental)
- MA-16 Oued ed Dahab-Lagouira (inteiramente no Saara Ocidental)
  - MA-AOU Aousserd (inteiramente no Saara Ocidental)
  - MA-OUD Oued ed Dahab (inteiramente no Saara Ocidental)